# Islamguiden
Islamguiden är en svensk sunnimuslimsk organisation med ca 2 300 medlemmar som driver en webbplats med samma namn. Organisationen grundades 1997 med målsättningen att förmedla en nyanserad och sann bild av islam via internet. Bland annat  förtydligar Islamguiden Koranens budskap. Webbplatsen fick betyget 9/10 i Internetworld 2001.
Islamguiden startade 2008 två nya webbplatser på internet. Den ena publicerar en svensk översättning av Koranen, den andra är avsedd för konvertiter och för alla som är nyfikna på Islam..
År 2015 bjöd Islamguiden.com och Märstas Unga Muslimer in den radikala muslimska predikanten Haitham Al-Haddad(en), som anser att personer som begår äktenskapsbrott skall stenas till döds. Föreläsningen stoppades av Sigtuna kommun och Märstas Unga Muslimer uteslöts ur Sveriges Unga Muslimer, eftersom de förra inte hade gjort inbjudan i samråd med SUM:s styrelse.